# Heraltice
Heraltice là một chợ huyện thuộc huyện Třebíč, vùng Vysočina, Cộng hòa Séc.